# Лебединский завод поршневых колец
Лебединский завод поршневых колец (укр. Лебединський завод поршневих кілець) — промышленное предприятие в городе Лебедин Сумской области.

## История
Завод поршневых колец был создан на базе авторемонтных мастерских в соответствии с шестым пятилетним планом развития народного хозяйства СССР. В дальнейшем, здесь был освоен выпуск поршневых колец для автомобильной техники всех автозаводов СССР.
В советское время завод входил в число ведущих предприятий города.
В мае 1995 года Кабинет министров Украины утвердил решение о приватизации завода, после чего государственное предприятие было преобразовано в открытое акционерное общество.

## Современное состояние
Предприятие производит чугунные поршневые кольца для двигателей автомашин (ГАЗ-21, ГАЗ-24, "Москвич-412", ГАЗ-52, ГАЗ-53, "МАЗ", "КамАЗ", ЗИЛ, "Урал" и др.), тракторов, комбайнов, тепловозов и авиатехники (самолётов Ан-2), а также для компрессорных и буровых установок.